# 米斯利尼亞河
46°34′57″N 15°01′22″E / 46.58258°N 15.022688°E

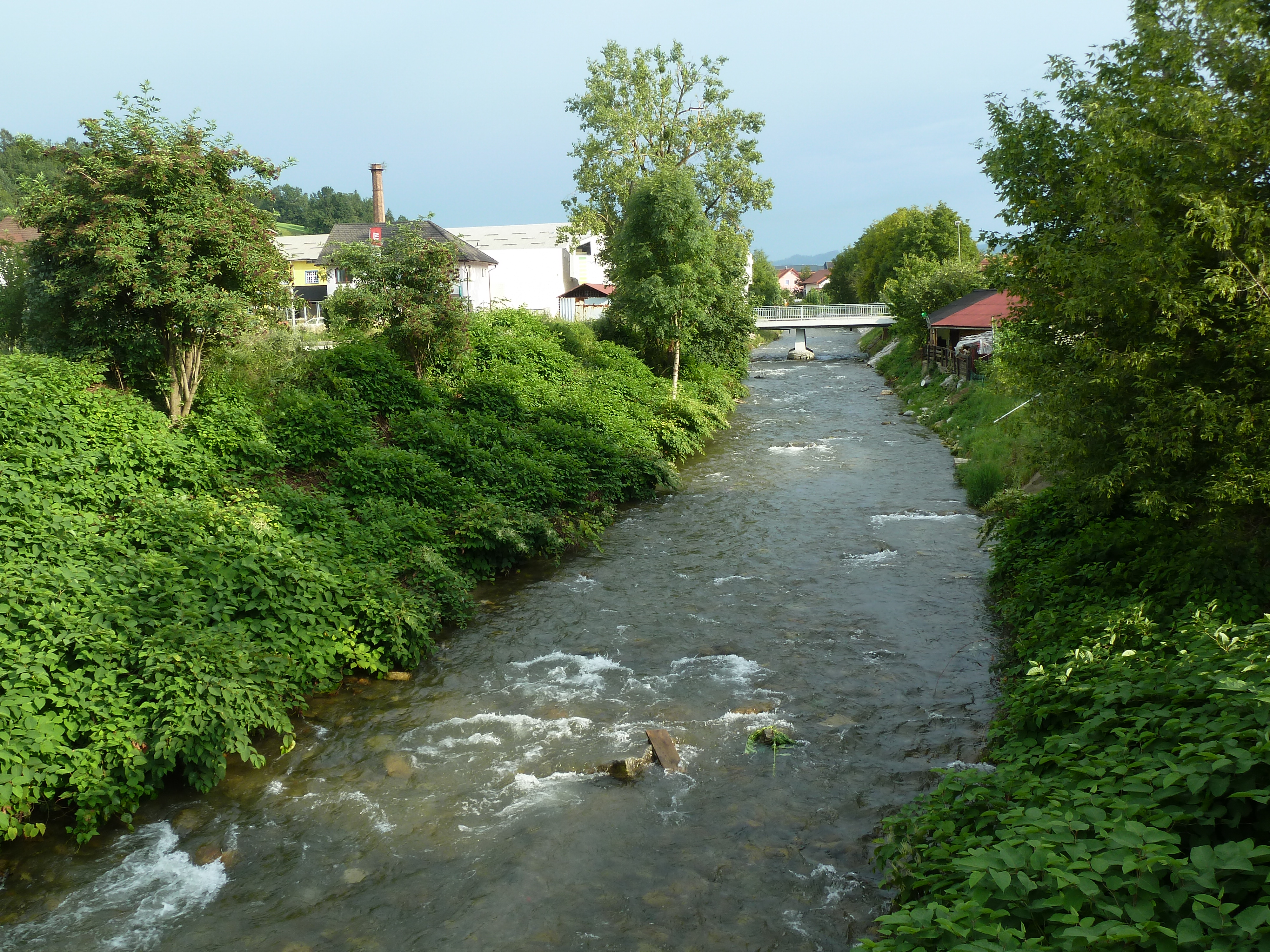

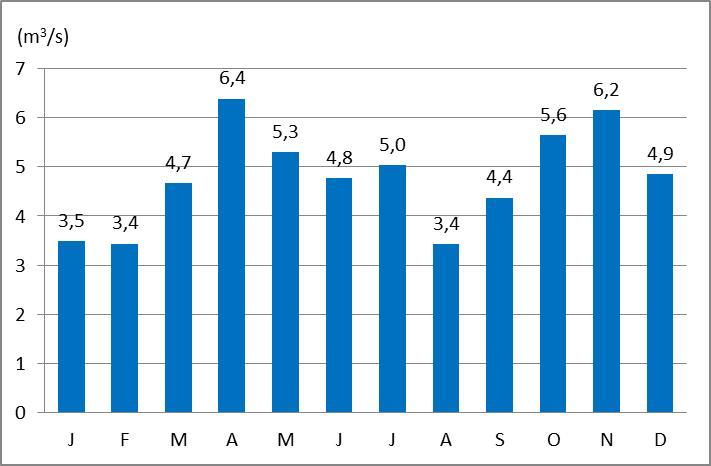

米斯利尼亞河，是斯洛文尼亞的河流，位於該國北部，河道全長36公里，流經米斯利尼亞和斯洛文尼格拉代茨，最終注入德拉瓦河。